# Чеберко, Евгений Игоревич
Евге́ний И́горевич Чебе́рко (укр. Євген Ігорович Чеберко; род. 23 января 1998, Мелитополь, Запорожская область) — украинский футболист, защитник клуба «Коламбус Крю» и сборной Украины.

## Клубная карьера
Начал заниматься с 9-ти лет в команде под руководством Станислава Заброды. Неоднократно становился чемпионом города Мелитополь. Играя за команду ДВУФК стал чемпионом Украины, забив в финальном матче с донецким «Шахтёром» победный гол. Продолжил заниматься футболом в Училище физической культуры г. Днепропетровска. В начале 2014 года продолжил подготовку в академии «Днепра». В марте 2015 года дебютировал в играх молодёжной команды «Днепр» в молодёжном чемпионате Украины.
После окончания сезона 2015/16 основную команду «Днепра» покинули главный тренер Мирон Маркевич и большая часть игроков. Исполняющим обязанности главного тренера основной команды был назначен Дмитрий Михайленко, который до этого возглавлял молодёжную команду и сформировал новый состав «основы» за счёт днепровской молодёжи. 18-летний Чеберко стал одним из молодых исполнителей, которые дебютировали в украинской Премьер-лиге уже в первом туре сезона 2016/17, в котором обновлённый «Днепр» неожиданно уверенно одолел луцкую «Волынь» со счётом 5:0. Евгений вышел на замену на 87-й минуте этой встречи.
В следующих играх начала сезона постоянно попадал в заявку главной команды «Днепра» на игры Премьер-лиги, однако на поле не выходил. Параллельно продолжал регулярно выступать за команду клуба в молодёжном первенстве. Всего провёл в составе «днепрян» 14 матчей чемпионата (забил 2 гола) и 1 матч кубка.
Летом 2017 года присоединился к луганской «Заре».
В 2020 году перешёл в австрийский ЛАСК. В феврале 2021 года стал игроком хорватского «Осиека».
9 июня 2023 года было объявлено о переходе Чеберко в клуб MLS «Коламбус Крю» после открытия трансферного окна в американской лиге 5 июля. Игрок подписал с клубом контракт до конца сезона 2026. За «Коламбус Крю» дебютировал 24 июля в матче Кубка лиг 2023 против «Сент-Луис Сити», выйдя на замену во втором тайме.

## Выступления в сборных
В 2013 году дебютировал в играх юношеской сборной Украины до 16 лет, за которую провёл в общей сложности 11 матчей и забил 1 гол. В течение 2014—2015 годов сыграл 12 игр и забил 2 мяча за юношескую сборную 17-летних.

## Достижения
Командные
 «Коламбус Крю»
- Чемпион MLS (обладатель Кубка MLS): 2023